# Distrito de Cortrique
El Distrito de Cortrique (en neerlandés: Arrondissement Kortrijk; en francés: Arrondissement de Courtrai) es uno de los ocho distritos administrativos de la Provincia de Flandes Occidental, Bélgica.
Posee la doble condición de distrito judicial y administrativo. El distrito judicial de Cortrique también incluye a la mayoría de municipios del vecino Distrito de Roeselare, a excepción de Staden, Moorslede y Lichtervelde), así como los municipios del Distrito de Tielt: Meulebeke, Dentergem, Oostrozebeke y Wielsbeke.

## Historia
El Distrito de Cortrique fue creado en 1800 como uno de los cuatro del Departamento de Lys (en neerlandés: Departement Leie). Originalmente comprendía los municipios de Avelgem, Harelbeke, Ingelmunster, Kortrijk, Menen, Meulebeke, Moorsele, Oostrozebeke y Roeselare.
En 1818, el cantón de Avelgem fue cedido al recientemente creado distrito de Avelgem, el de Menen al distrito de Menen, el cantón de Roeselare al nuevo distrito de Roeselare, el de Meulebeke al distrito de Tielt y los cantones de Ingelmunster y Oostrozebeke al distrito de Wakken. Los distritos de Avelgem y Menen dejaron de existir en 1823 y fueron devueltos al distrito de Cortrique.

## Lista de municipios
- Anzegem
- Avelgem
- Deerlijk
- Harelbeke
- Cortrique
- Kuurne
- Lendelede
- Menen
- Spiere-Helkijn
- Waregem
- Wevelgem
- Zwevegem

- Datos: Q91388